# NGC 6437
NGC 6437 est un groupe d'étoiles située dans la constellation du Scorpion. L'astronome britannique John Herschel a enregistré la position de ce groupe le 3 aout 1834
Cependant, dans un article publié en 2011 par A. L. Tadros, NGC 6437 est considéré  comme un amas ouvert d'étoiles. Tadros indique que cet amas est âgé de 200 ± 10 millions d'années et qu'il est à un distance 943 ± 43 pc (∼3 080 al) du Soleil.